# エドワーズ (企業)
株式会社エドワーズ (EDWARD’S Co, Inc）は、日本のアパレル企業。

## 概要
大阪の生地問屋に勤めていた倉橋一郎がデザイナーの小林秀夫と出会い、1960年にアトリエ・ホフを設立。アメリカン・ファッションのVANに対抗したヨーロピアン調のファッションをテーマに東京・麹町にオフィスを構えた。小林は畑埜佐武郎を引き入れ専務とした。
1962年、アトリエ・ホフからエドワーズに社名変更。イタリアン・ファッションの先駆けとしてヤング・メーカーのリーダー的存在となる。アメリカン・トラディショナル隆盛の中でイタリアンコンチを確立させ、メンズ業界でヨーロピアン・ファッションの牽引車となる。
エドワーズは、VANやJUNと比べれば売り上げ的には一桁違う存在で、あえて大衆路線を嫌い、志向性の強いブランドイメージを訴えるために福沢諭吉の曾孫である福澤幸雄に白羽の矢を立てた。また、ブランディングにおいてはイラストレーターの伊坂芳太良（通称:ペロ）を迎え、ノベルティなどで一世風靡した。
現在では全国百貨店で15店舗を展開している。

## 主なファッションブランド

### メンズ
- EDWARD'S（エドワーズ）：オリジナルな香り高いメンズ・トータル・ファッション。メンズファッション正統派の位置を占める紳士服。
- Edward's Dagger（エドワーズ　ダガー）：オーダーメイド専門店
- LUI（ルイ）：大阪周防町（ヨーロッパ通り）にあるラグジュアリースタイルのショップ。
- BEAU GESTE（ボージェスト）：ファッション・コーディネーター福澤幸雄がプロデュースのアバント・メンズ・ファッション。ヤングマン向けのスーツやセーター、シャツなどを展開[2]。
- EDWARD'S HOF（エドワーズ　ホフ）：2010年に赤峰幸生を迎え「HOF」を立ち上げる。エドワーズの商品をもう一度発足当時の原点に立ち返った商品構成。
- EDWARD'S Red  Line（エドワーズ　レッドライン）：
- Edward's SPORTS CASUAL（エドワーズ　スポーツ　カジュアル）：

### レディス
- Lady Edward's（レディエドワーズ）：紳士服（マニッシュ）の感覚、経験を駆使したレディス・トータル・ファッション。ユニセックス時代を作り出した婦人モード。

### キッズ
- EDWARD. VII（エドワード セブン）：エドワーズ社員の解釈によるユニークな子供服。小さいながら自己主張する現代っ子の子供服がコンセプト。

### 現在運営中の店舗
《EDWARD’S》
- 大丸 東京店 7F
- 大丸 京都店 5F
- 高島屋 新宿店 6F
- 高島屋 横浜店 6F
- 高島屋 京都店 4F
- 高島屋 大阪店 5F
- 阪急 うめだ本店 8F
- 阪急 神戸店 7F
- 松坂屋 名古屋店 3F
- 山陽百貨店　姫路店 4F

《Edward’s select》
- あべのハルカスウィング館店 7F
- 高島屋 岐阜店 6F
- 鶴屋　熊本店　4F

《Edward’s online》
- https://edwards63.com/

## 年表
- 1960年 - 倉橋一郎がデザイナーの小林秀夫と出会い「アトリエ・ホフ」を設立。
- 1962年 - 小林は畑埜佐武郎を引き入れ、「アトリエ・ホフ」から「株式会社 エドワーズ」に社名変更。
- 1963年 - エドワーズ誕生。銀座4丁目三愛ドリームセンター3Fに東レと提携して「東レメンズウェアーコーナー」を設置。本格的なヨーロッパファッションの導入。このころより、福澤諭吉の曾孫である福澤幸雄がファッション・リサーチの仕事を始める。
- 1964年 - 映画007シリーズの衣装をプロデュースしていたイタリアのデザイナー「アンジェロ・リトリコ」が、エドワーズ製品に多くの助言と方法を与える。「エドワーズコンチネンタルショー」をホテルニューオータニで開催。
- 1965年 - 秋冬エドワーズニューライン発表会。日本で初めて銀座街頭ショーを行い反響を呼ぶ。
- 1966年 - ヤングレディ向け商品として「レディ・エドワーズ」を発売。4月1日に大阪南堀江にエドワーズ営業所を開設。伊坂芳太良のデザインが広告に起用される。
- 1967年 - エドワーズの新しい思想を盛り込んだ家具を含む「ロマンチシズム・リビジテッド」を開催。社長の倉橋一郎と、VAN JACKETの倉橋専二が兄弟だったことから[3]、この年VANとの合同展示会をホテルオークラで開催。
- 1968年 - 福澤幸雄をファッションコーディネーターとして「ボージェスト」発足。円谷プロの『マイティジャック』に第4話より隊員用の衣装提供をする。
- 1969年 - イラストレーター伊坂芳太良のイラスト展示会「ビック・ゲーム」カレンダー等数々の賞を受賞。
- 1970年 - 銀座みゆき通りにショップ「MARKET ONE」オープン。類似したファッションに反発し内装及び商品ともにファッション界のリーダーとしてふさわしいデザイン戦略としてU'UOMO・VOGUEがエドワーズ製品を掲載。
- 1971年 - 大阪新社屋が完成。
- 1972年 - イタリアのVOGUE社の推薦によりフランコプリンズバリーが来日。1年間技術指導に当たる。
- 1975年 - 心斎橋周防町にLUI（ルイ）ショップ開設。この頃からエドワーズ商品に類似する商品が多く出回るようになる。また、ヤングメンズ売り場の解体によりメンズスーツ売り場コーナーに移行。
- 1980年 - DCブランドの流行によりエドワーズは冬の時代に突入。しかしスーツ売場においては、根強いファンを持ちエレガントな商品の提案を続ける。
- 1985年 - EDWARD'Sが日本で初めてダブルブレストスーツを販売しブームを形成。再び脚光をあびる。また、スーツ売場に移行したことによりメンズスーツの流れに変化を及ぼす。
- 1986年 - バブル時代到来。クイックレスポンスを軸に売れ筋商品追求型のMDに入り展示会の開催も中止に。
- 1993年　- 繊研新聞社により、全国有力百貨店の商品バイヤー審査によるファッション・ブランド商品賞1992年度百貨店バイヤーズ賞（メンズ）カムバック賞受賞。
- 1996年 - 名古屋以西のみの取引を続けていたが、この時期から横浜高島屋を皮切りに東京地区髙島屋各店に出店。メンズスーツ売場の売上げに貢献する。
- 1998年 -　繊研新聞社により、全国有力百貨店の商品バイヤー審査によるファッション・ブランド商品賞1997年度百貨店バイヤーズ賞（ビジネス部門）ベストセラー賞受賞。
- 2000年 - 売場の数字を確保する考え方に傾倒、提案型MDよりも売れ筋追及により差別化ができなく売り場に楽しさが失われる。
- 2005年 - この時点でもエドワーズはクイックレスポンスをうたい文句に売れ筋追及型MDを継続。エドワーズゴルフ会が全盛で各百貨店から100名を超える参加で限界に近い状態となる。また、23年間続いた藤内社長体制から山下社長に交代。
- 2007年 - 山下社長から佐藤社長に交代。エドワーズビル移転。
- 2009年 - エドワーズ顧客の高年齢化と、リーマンショックに於ける高所得者層の落ち込みを考えサイモンカーターを立ち上げる。新宿高島屋9階にショップで展開するも経費の面で断念。
- 2010年 - 赤峰幸生を迎え「HOF」を立ち上げ。発足当時の原点の商品構成を目的とした。
- 2011年 - 大阪・阪急メンズ館にオープン。
- 2012年 - 東京・阪急メンズ館にオープン。
- 2013年 - エドワーズ50周年。神戸ファッション美術館に於いて展覧会「日本の男服―メンズ・ファッションの源泉―」題する、明治から昭和に至るまでの男の服の展覧会が催され「VAN」と「エドワーズ」がその代表として選ばれる。
- 2014年 - QVCテレビショッピング第1回目の放送を行う。同局の紳士アパレルでは最高となる売上を記録。
- 2020年 - あべのハルカス近鉄店に 『Edward’s select』をオープン。 EDWARD’SのHPをリニューアルオープン。
- 2021年 - 岐阜高島屋と岡山高島屋に 『Edward’s select』がオープン。 あべのハルカス本館に『EDWARD’S』がオープン。

戦前から現代まで、日本のファッションの歴史を通観することが出来るまたとない展覧会として国立新美術館、島根県立石見美術館により「ファッション イン ジャパン 1945-2020―流行と社会」が開催、EDWARD`Sがマイルストーンとして起用される。

## エピソード

### 畑埜佐武郎(専務)の談話
- 元専務の畑埜佐武郎と小林の出会いは、「私が小林秀夫さんを知るのも『セツ・モードセミナー』と関係がある。セツの先生の一人に小林久三さんがいた。久三さんは絵以外にも多趣味な方で、私とウマが合った。ある時「キミは何やってんの？」というから、「私、服屋の端くれで…」と答えたら、「ほう、そうか。うちの弟も実は服屋なんだ」ってことで紹介されたのが小林秀夫さん。1956年（昭和31年頃）のことですよ。酒の好きな先生でよく四谷あたりで吞みました。そのうち、兄さんより弟さんのほうと親しくなっちゃった[4]。
- そんなわけで偶然、小林秀夫さんと知り合って「なにかやろう」という話になって「アトリエ・ホフ」を立ち上げた。格好良く言えばオートクチュールからプレタポルテということかな[5]。
- 「アトリエ・ホフ」時代は大人向けの服が中心。チェスターフィールドコートとか、ハリスツイードのノーフォークジャケットとか、ずいぶんつくった。それがまたよく売れた。
- 倉橋さんが小林秀夫を見込んだんでしょうね。ある日、突然、「アトリエ・ホフ」の小林に倉橋さんから椅子が届いた。これがエルメスの鞍を改造した特別製の椅子なんだよ。こりゃ何だ！と驚いているところに、倉橋さんご本人が来る。「倉橋です、私と組みませんか？」と。それで「エドワーズ」がはじまるんだ。その頃倉橋さんは「イケガミ」の東京支店長をやってたんじゃないかな。そして「エドワーズ」が始まってすぐの頃に倉橋さんが「できる男がいる」って連れて来たのが、西村弘治さん。西村さんは大川輝雄さんの従兄だっていうんだから、世の中狭いね。[6]
- 「エドワーズ」という名前自体がそうなんだけど、当時めざしていたのは英国調です。今なら”ブリティッシュ・トラディッショナル”ってとこかなあ。最初ね、イギリスだから社名を「エドワード」にしようか、という案もあった。でも、それじゃあんまり王様に失礼かな、ということで「エドワーズ」に落ち着いたんだよ[6]。
- 実は「エドワーズ」のそもそものはじまりもまた、麹町なんです[7]。VANもそもそもは麹町に営業所があったし、「エドワーズ」もまた麹町に関係があったとすると、麹町こそ戦後のメンズ・ファッションの創業地なのかもしれないね[6]。
- 小林秀夫は閃きの人。ある時、彼が突然「VANと一緒に展示会やろうよ」と言う。エッ、と思ったけど、私、はじめてVANさんに行きましたよ。はじめて謙介先生（石津謙介）にお会いして、おそるおそる「カクカクシカジカで…」と。すると謙介先生は「それは面白いねえ」って言ってくれた[6]。
- VANといえば、石津謙介と大川照雄、高木一雄という話が出てくるんですが、「エドワーズ」といえば、小林秀夫と倉橋一郎。[6]

### 福澤幸雄関連
- 福澤幸雄の存在を「キャンティ」で知ったデザイナーが、エドワーズ創業者・倉橋一郎を紹介した。本場ヨーロピアン・スタイルを追求するエドワーズのデザインは福澤の眼鏡に叶い、20歳のころから倉橋のオフィスに出入りするようになる。倉橋はそのたびに福澤から本場欧州のファッション情報を聞き、代わりに小遣いを与えていた。1964年（昭和39年）に福澤がフランス・マニクールに渡りレース学校に学んでいた時、エドワーズは社員をヨーロッパに派遣して福澤に本場のファッション界を案内してもらっている。そういう関係の中から福澤は1967年（昭和42年）にエドワーズの中に『ボージェスト』という自分自身のブランドを持ち、デザイナーとしての活動もスタートさせた[8]。
- 創業者・倉橋は、福澤幸雄の『パトロン』となった。倉橋夫人（未亡人）の佳子は『主人は才能がある若者と出会うとすぐに力を貸したがる人でした。幸雄さんも20歳の頃からよく会社に出入りしていました。それはかっこよくて素敵な若者でしたよ。』と述べる。ギリシャ人の母を持つ福澤は生まれながらにヨーロピアンの香りを持っており、格好のイメージ・モデルとなった。
- エドワーズの福澤幸雄への期待を、元専務の畑埜は「幸雄には、新しい商品への意見を聞いたり欧米のファッション誌の情報をいち早く教えてもらった。本場の生の情報を送ってもらっていました」[9]と述べ、「1964年頃、幸雄は欧米のファッション界で活躍していた歳上のファッションモデル、ピーター（松田和子）とパリで暮らしていました。私たちは欧州市場視察のためにパリに行きましたが、その任務の一つに、幸雄に給料を渡すことも含まれていました。」と証言している。
- 萩原健一 談「オレたちテンプターズの衣装についても、（福澤）幸雄さんはいろいろ言ってたね。テンプターズは、田辺さんが作った事務所に所属してたんだけど、他のグループサウンズ(GS)と違って、それぞれがバラバラな衣装を着ていることで、人気だったんだ。でも田辺さんは「やっぱり同じ衣装を着た方がかわいい」と言って、オレたちにも揃いの衣装を着せるようになった。それを見て幸雄さんは「お前ら、ユニフォームなんか着るんじゃないよ。なんだ、アップリケみたいなの付けて」って、オレに言うんだ[10]。
- かまやつひろし 談「幸雄は音楽やダンスの流行の情報もよく教えてくれて、それでスパイダースの前四人(堺正章、井上順、井上堯之、かまやつ)は踊るようになったんです。コスチュームも「今、ミリタリーだ」とか「全員同じ格好をしないで一人一人個性に合わせたほうがいい」とか。ボクがスパイダースに入って幸雄が死ぬまでの6年間、あの頃はそんな話ばっかりしてました。幸雄はよくレンガ色の薄汚れたレインコートを着ていて、あいつが着るとなんか格好いいんだよね。そういえば、幸雄と加橋かつみとボクでバンド作ろうなんて話もしてた。バンド名は「EXIT」。でも、一度も演奏したことはないままでした」[10]。

### 伊坂芳太良関連
- エドワーズは伊坂芳太良のイラストレーターとしての仕事がまさに華麗に咲きそろう場となった。エドワーズは1966年から本格的な発注を伊坂に対して始めている。社長の倉橋一郎は、東レからライトパブリシティを紹介され、自社の広告イメージ確立にライトの協力を求めることになる。この東レとエドワーズの共同企画は、二次製品にファッショナブルなイメージを醸成し、市場を活性化しようという計画のもとに生まれた。独特の感覚的なキャンペーンで知名度を高めるという倉橋の方針は、伊坂というキャスティングを得て破竹の勢いで成果を生んだ。銀座四丁目の三愛の丸いビルに、まずファッショナブルなショー・ルームを作ることとなり、土屋耕一のアイデアが中心となっていた。だが、デザイナーとしてアート・ディレクションやレイアウトを担当していた伊坂が「絵を描く」という提案を行い、クライアントの倉橋が「それでは絵に専念してみては」と同意。この2人は時代を見る目を持ち、物創りの衝動を共にしていた。カウンター・カルチュアやビートルズ革命などの言葉で表現されるこの時のファッションはただ新しいという側面だけでは計りきれない。クレージュの宇宙服ルックがパリで発表される一方で、ロンドンの若者は復古調ともいえる古着指向にも浸っていた。エドワーズのネーミングや発想がこの点を衝いていたことに、キャンペーン成功のルーツを見るべきだとされる。
- 1966年制作のエドワーズ、ショッピングバッグの名作には英文で「1818年のロマンティシズム再見」というコピーが入っている。倉橋は「ペロには最初のポスターを描く時、男というのは酒と女と博打だ、とテーマを打ちだして描いてもらった。続いてショッピングバッグも作った。これが爆発的に当たった。そのあとどんどんノベルティが生まれた。カレンダー、トランプ、シャツ箱、靴箱、ネームカード、ネクタイ入れ、帽子入れ、灰皿、 マッチ、シーツ、カーテン、トレー、 グラス、皿、ゆかた。考えられる限りのものを作った」と述べている。帽子から靴まで、紳士のスタイル画にさらに人物を描きこむという"多重人間”の発想は倉橋、伊坂がイタリアの古い石版画からヒントを得てつくりだしたものだった。伊坂は多忙時に赤坂プリンスホテルに1ヵ月缶詰になって描きまくった。この「ホテルで缶づめ」という仕事のスタイルそのものが珍しかった。浅葉克己（アートディレクター）は、「夏に会社で仕事をしているとよくプリンスホテルから電話が来て、泳ぎにこないかと誘ってくれた。ペロさんの部屋からタダでプールに入れたからだ。僕等がプールに浮かんで夏の雲や女性の水着に目をうばわれている時も、ペロさんのペンや筆は休むことなく動き続けていた。ペロさんのやさしさに甘えさせてもらった」と述べている。造形作家、倉俣史朗との出会いもこの頃で、倉橋は三愛に勤務していた倉俣が独立して手がける最初の仕事としてエドワーズを勧め、伊坂の絵の立体構成を倉俣が担った。壁全体に絵が描かれ、それが洋服箪筒であったり、時計も描きものであるというようなインストレーションが生まれていた。第一作が前出の東レのショー・ルームの構成であった[11]。
- 浅葉克己(アートディレクター)によると、「ペロさん(伊坂の愛称)の部屋には何故か、西部劇の酒場の扉が付いていて、うっかり前の人が入ったのに気づかずに入って行くと、バーンと帰って来た扉で胸や顔を打たれる。僕がペロさんの部屋に行くことになったのは入社した翌年の1965年で、ペロさんは東レの女性ものを中心に広告を創り、僕は男ものの広告を任された。その頃のペロさんのイラストは漫読のイジワル爺さんが中心で、広告の仕事の方が忙しかった。東レの水着の撮影でハワイに行き、帰りにサンフランシスコに寄って帰って来た。その時ペロさんは『広告の仕事では、自分がどこをやったか彼等に見せても解ってもらえなかった。広告の仕事よりも、イラストレーションの仕事に自分は賭けたい』と言った。丁度そんな時にエドワーズの仕事がぼつぼつ入ってきた」 [12]と伊坂とエドワーズ社の出会いを証言している。
- 伊坂については1980年代に入って朝日新聞紙上での評価にて「1960年代の高度成長、産業とデザインが両輪となって回転し始めた時代が生んだイラストレーター。1960年代は安保闘争、東海道新幹線開通、東京五輪、ベトナム戦争、中国文化大革命、ビートルズ来日、三億円事件、フーテン族、公害問題と戦後で最も激しく揺れ動いた時代だが、伊坂の一種、病的といわれるタッチは時代を象徴し、1970年代以降を暗示する、というのが、若者を中心とする再評価の理由とされる。紳士服メーカー『エドワーズ』から依頼された作品が最も密度が濃いと云われ、ポスターのほか、ショッピングバック、カレンダー、マッチなどまで手を広げたが、紳士のスタイル面に、さらに人物を書き込むという『多重人間』という独特のイラストを産み出した。」[13]と評された。

## 衣装提供
- ザ・スパイダース
- テンプターズ
- ブルーコメッツ
- ジャッキー吉川
- 萩原健一
- 桑名正博
- マイティジャック - 円谷プロの特撮ドラマ。劇中で隊員が艦内で着用するブレザースーツを提供。

## 関連事項
- 倉橋一郎 - 初代社長
- 小林秀夫 - 取締役
- 畑埜佐武郎 - 取締役
- 伊坂芳太良（Pero) - エドワーズのノベルティ、ポスターその他多数を作製。
- 福澤幸雄 - 企画部長
- 倉俣史朗 - インテリアデザイナー
- 土屋耕一 - コピーライター
- 浅葉克己 - アートディレクター

- 日暮真三 - コピーライター
- 篠山紀信 - 福澤幸雄追悼写真集を担当。
- 島崎爽助 - 島崎藤村の孫。1967年に福澤幸雄を撮影。
- 和田誠 - EDWARD’S The Nostalgie Seen 1972というポスターをK2の長友と制作。
- 長友啓典 - アートディレクターとしてポスターを作製。
- 黒田征太郎 - 長友と共にK2名義でエドワーズのノベルティを制作。
- かまやつひろし - 福澤幸雄の影響を受ける。
- 赤峰幸生 - 「HOF」を立ち上げる。

- FRANCO PRINZIVALLI‐フランコ・プリンツィバァリーは、イタリアのサルト界でもっとも権威のある『FORBICI D'ORO（金のはさみ賞）』の選考最高責任者による指導。
- ニコラ・アルベッティ－デザイナー。
- ハインツ・エーデルマン（ドイツ語版） - エドワーズのノベルティを制作。
- アラン・アルドリッジ（ドイツ語版） - エドワーズのノベルティを制作。
- Angelo Litrico（アンジェロ・リトリコ） - エドワーズに方法を教える。
- エドワード7世 (イギリス王) - コンセプトの根源。
- 出石尚三 - 畑埜佐武郎と共同でスーツについて著書を出版。